# Mariage shinto

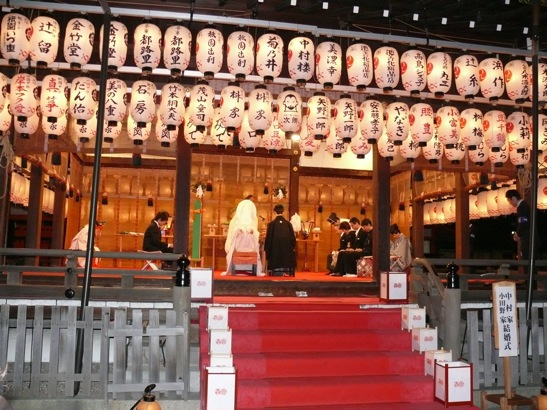
Mariage shintoïste au sanctuaire de Yasaka à Kyōto.

La cérémonie de mariage shinto (神前式, shinzen shiki, « cérémonie devant les divinités ») est la cérémonie de mariage japonais traditionnelle, d'origine shintoïste. Elle a été normalisée entre 1900 et 1901, sous l'influence des cérémonies occidentales chrétiennes.

## Description

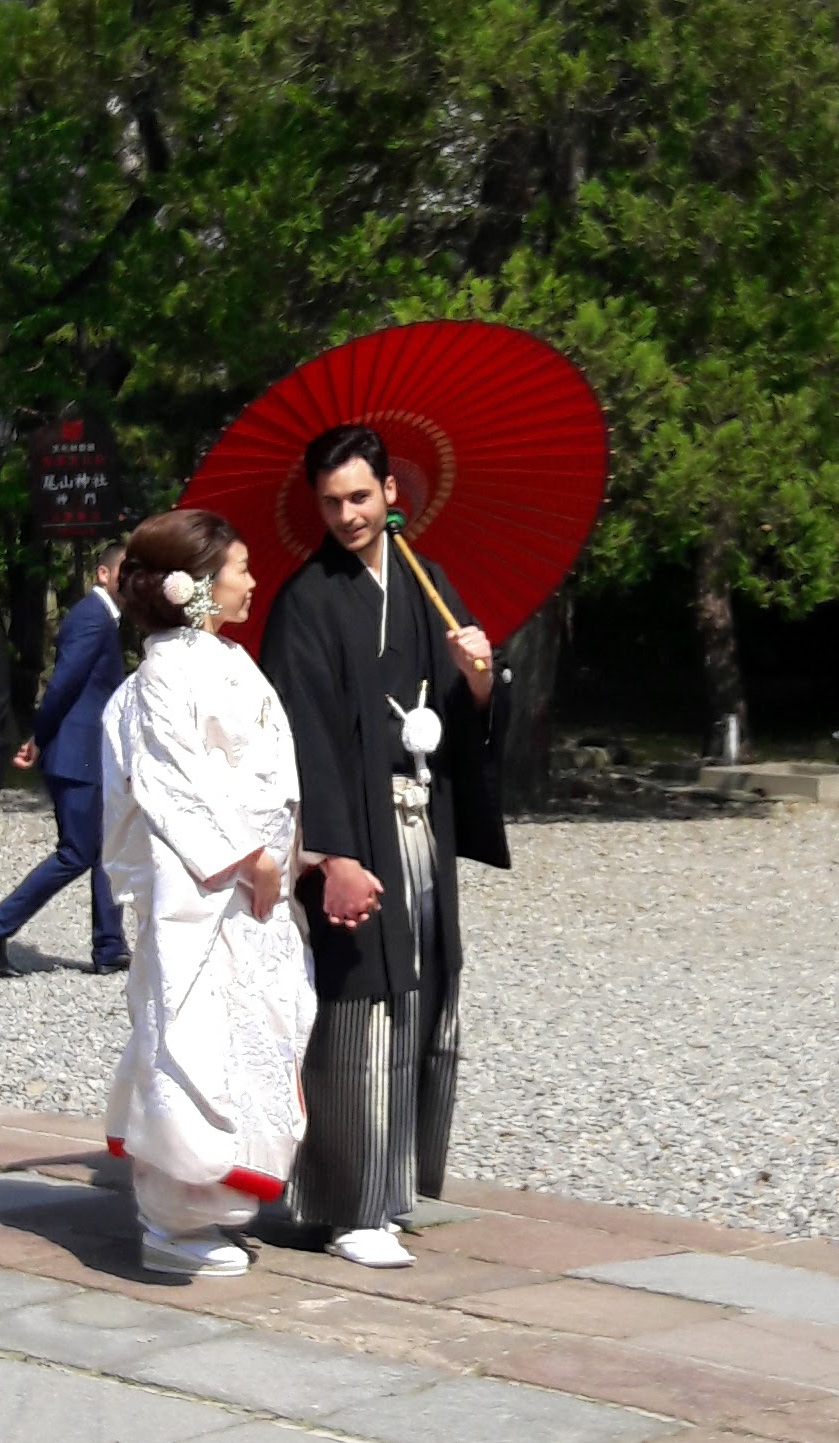
Couple de mariés, à Kanazawa au Japon.

Le mariage shinto se dit en japonais shinzen kekkon (神前結婚), littéralement « mariage devant les divinités », et la cérémonie shinzen shiki (神前式). Il se déroule dans un sanctuaire shinto. Le couple doit avoir été marié légalement avant la cérémonie, et montrer les papiers officiels lors de celle-ci. La mariée est maquillée et vêtue d'un kimono blanc, nommé shiromuku, symbolisant la virginité et l'obéissance à son mari.
La cérémonie est dirigée par un prêtre shinto, assisté par des miko, qui purifient les futurs époux. Elle se déroule comme suit :
1. rite de purification ;
2. salut du prêtre et des miko ;
3. élévation de la nourriture et du saké en offrande aux divinités ;
4. litanie norito (祝詞?) par le prêtre et les miko ;
5. service du saké désormais sacré appelé miki (神酒?) aux époux, qui le boivent selon deux rituels possibles :
  - sankon no gi (三献の儀?, litt. « cérémonies des trois coupes ») : le mari commence à boire la première coupe sakazuki qui est remplie à nouveau et bue par l'épouse, l'épouse commence la deuxième qui est remplie à nouveau et bue par le mari, et le mari commence la troisième qui est remplie à nouveau et bue par l'épouse,
  - san-san-ku-do (三々九度?, litt. « 3 x 3 : 9 fois ») : le mari boit la première coupe en trois gorgées, l'épouse la deuxième en trois gorgées, puis le mari la troisième en trois gorgées ;
6. éventuel échange des alliances ;
7. lecture par les futurs époux de leurs serments de mariage ;
8. performance musicale ;
9. offrande sacrée de branche tamagushi par le prêtre, les miko, le couple et éventuellement la marieuse ;
10. promesses mutuelles entre les familles des mariés et partage du vin sacré ;
11. dépôt de la nourriture et du miki offerts aux dieux ;
12. salut du prêtre pour conclure la cérémonie.

Le moment le plus important de la cérémonie intervient lorsque les deux époux échangent les coupes nuptiales sakazuki de miki.
La première coupe de saké représente le passé et remercie les parents et les ancêtres. La deuxième représente le présent et symbolise l'amour et la fidélité entre les mariés. Enfin, la troisième représente le futur et symbolise l'engagement du couple à la construction d'un foyer heureux. De nos jours, la cérémonie au sanctuaire est généralement précédée ou suivie d'une séance photo et d'une réception en présence d'invités.
La forme de mariage shinto la plus ancienne du Japon est appelée shūgen (« des paroles et célébrations ») et remonte à l'époque de Heian. Elle est destinée à symboliser et formaliser l'union entre les mariés mais aussi leurs familles respectives. Elle est encore célébrée, notamment à Tokyo, au sein du quartier de Nihonbashi, dans le restaurant Hamadaya, une des plus anciennes enseignes de la ville, très prisé pour son décor par les futurs mariés.

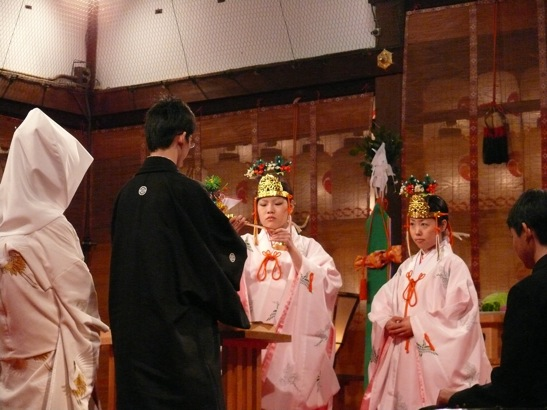
Échange des coupes sakazuki.
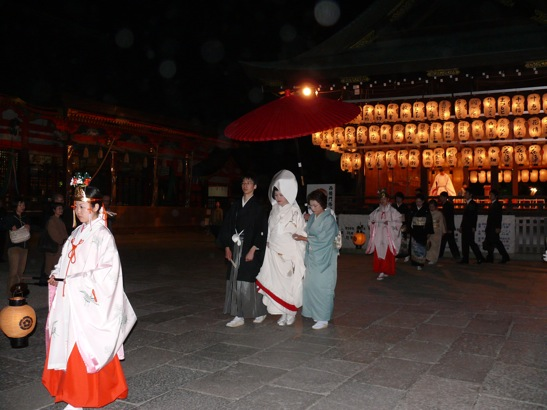
Couple quittant un sanctuaire, suivi de ses invités.
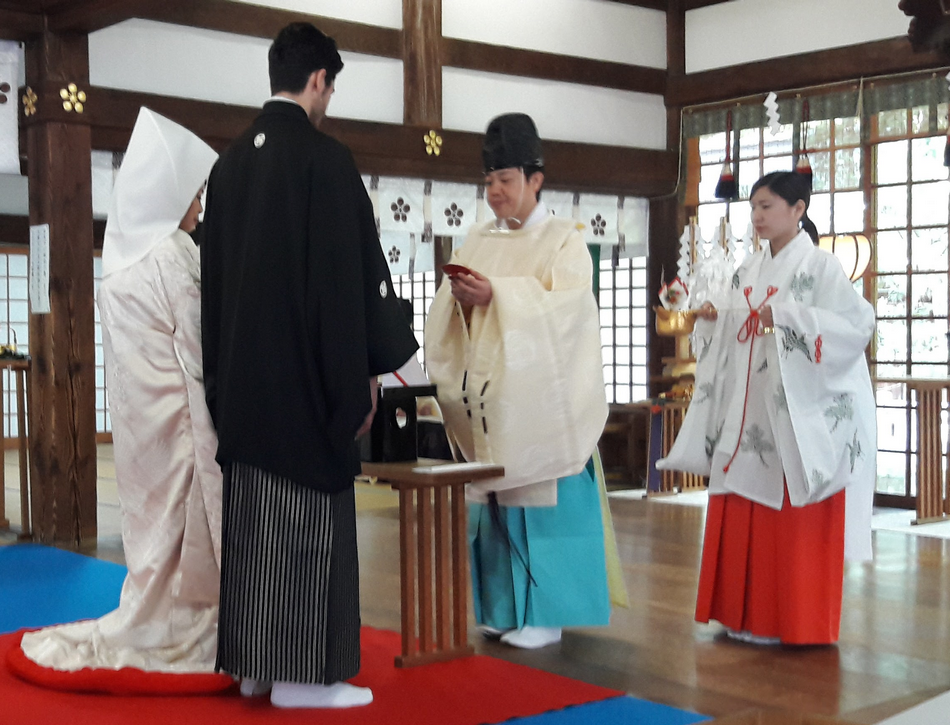
Cérémonie au saké.

## Histoire
On trouve trace dès le XVIe siècle, à Ise et Ogasawara, d'une association entre mariage et dieux, initiée par les samouraïs et reprise par le peuple. Sadatake Ise (伊勢 貞丈, Ise Sadatake, 1717-1784), dans ses Notes (貞丈雑記, Sadatake no Zakki) fait référence à une célébration en l'honneur d'Izanagi et d'Izanami, sans prêtre à l'époque.
Le style contemporain du mariage shinto apparaît à l'ère Meiji (1868-1912), influencé par les cérémonies chrétiennes qui apparaissent alors sur l'archipel, mais restent rares. Cependant les célébrations varient selon les régions et les écoles, et sont en l'honneur de divinités différentes. Auparavant, la célébration du mariage avait généralement lieu au domicile du futur mari. Les époux organisaient la cérémonie puis faisaient annonce de leur union en présence des deux familles : ceci avait pour but de renforcer les liens entre les familles des mariés.
Le mariage du futur empereur Taishō en 1900 provoque un engouement pour cette cérémonie. En effet, pour cet évènement, l'Agence de la Maison impériale du Japon recherche et met en place une liturgie officielle en aout 1899. Cette liturgie est codifiée en avril 1900 et utilisée en mai pour le mariage du prince. Le 3 mars 1901, une association liée à l'Ise-jingū mène une cérémonie de mariage shinto au Tōkyō Daijingū (東京大神宮) à partir de la liturgie utilisée pour la cérémonie du prince. Après plusieurs corrections dans ce sanctuaire, cette liturgie se développe et devient la norme au Japon.
Toujours fréquent dans les années 1970 où dominaient encore au Japon les mariages arrangés, le mariage shinto passe de mode dans les années 1980 et 1990, délaissé au profit du mariage à l'occidentale dans des églises. Il fait son retour dans les années 2000, notamment à la suite des mariages traditionnels de personnalités diverses : la princesse Sayako en 2005, Uno Kanda (ja) en 2007 et Erika Sawajiri en 2008. Il reste cependant largement minoritaire : en 2011, la cérémonie chrétienne représentait 64,3 % du total des célébrations, contre 16,8 % pour la cérémonie traditionnelle non religieuse et 16,7 % pour la cérémonie shintô.